# Arrenurus apopkensis
Arrenurus apopkensis är en kvalsterart som beskrevs av Cook 1976. Arrenurus apopkensis ingår i släktet Arrenurus och familjen Arrenuridae. Inga underarter finns listade i Catalogue of Life.